# Solskoldning
Solskoldning (medicinsk: erytem reaktion) er den populære betegnelse for det, lægerne kalder ultraviolet erytem, dvs. når huden rødmer som følge af UVB-strålers påvirkning af huden til en (udvidelse af hudens blodkar).
Det er ikke kun mennesker, der risikerer at blive solskoldet. Dyr, der lever i solen, har forskellige forsvar imod at blive solskoldet. Ud over at opholde sig i skyggen, kan det f.eks. være at rulle sig i jord eller mudder eller opholde sig i vand. Enkelte arter har også udviklet svedkirtler med farvet sved, der fungerer som solcreme.
Solskoldning er skadelig for mennesker og menes at være skyld i mange tilfælde af hudkræft.

## Hudtyper
Når det gælder mennesker, er hudtypen en af de faktorer, som er afgørende for, hvor udsat personen er for solskoldning. Der findes groft sagt 7 hudtyper, som er opdelt efter hvor mørk farve, huden har. I Skandinavien er hudtype 1 og 2 dominerende.